# Новофёдоровка (Донецкая область)
Новофёдоровка (укр. Новофедорівка) — село на Украине, находится в Добропольском районе Донецкой области.
Население по переписи 2001 года составляет 452 человека. Почтовый индекс — 85030. Телефонный код — 6277.

## Адрес местного совета
85030, Донецкая область, Добропольский р-н, с.Криворожье, ул.Советська, 101